# Танец масок под барабаны в деревне Драмеце
Танец масок под барабаны в деревне Драмеце — танец, исполняемый жителями деревни Драмеце (гевог Драмеце, Монгар) в Бутане во время проведения местного фестиваля в честь Падмасамбхавы, буддийского гуру. Фестиваль проходит в данной деревне в восточной части Бутана два раза в год, организовывается местным дзонгом (монастырём) Ogyen Tegchok Namdroel Choeling.
Танец исполняется шестнадцатью танцорами в масках, одетых в красочные костюмы; им аккомпанирует оркестр из десяти человек. Танец делится на «тихую и созерцательную» часть, которая связана с мирными божествами, и «быструю и подвижную» часть, в которой танцоры представляют гневных божеств. Танцоры, одетые в монашеские одежды и носящие деревянные маски с атрибутами реальных и мифических животных, совершают во время танца молитву перед местной главной святыней, soeldep cham, прежде чем появляются один за другим в центральном дворе монастыря. Оркестр состоит из кимвал, труб и барабанов, в том числе нга банг, большого цилиндрического барабана, лаг нга, маленького круглого плоского барабана, и нга чен, барабана, на котором играют изогнутыми палочками.
Танец известен в монастыре на протяжении многих веков, имеет важное религиозное и культурное значение, поскольку, как считается, первоначально обозначает почитание небесных богов и богинь.
В XIX веке собственные разновидности танца появились и в других населённых пунктах в Бутане. С 2005 года этот танец занесён ЮНЕСКО в список объектов устного и нематериального наследия человечества.